# Raimundo Berengário III da Provença
Pedro de Aragão (1158 - Montpellier, 5 de abril de 1181) era infante do reino de Aragão, conde da Cerdanha (1162-1168) e da Provença (1173-1181), como Raimundo Berengário III.

## Biografia
Era o terceiro filho de Petronila, rainha soberana de Aragão, e do conde Raimundo Berengário IV de Barcelona, e irmão mais novo de Afonso II de Aragão.
No testamento de seu pai, morto quando Pedro contava com apenas quatro anos, Pedro é designado como herdeiro presuntivo de seu irmão, caso este viesse a morrer sem descendentes. Também foi declarado herdeiro do condado da Cerdanha, do senhorio de Carcassonne e dos direitos sobre Narbona, embora ele jamais tenha chegado a governar esses territórios.
Em 1168, o conselho de regência estabelecido durante a minoridade de Afonso II confiou, após a morte de Raimundo Berengário II da Provença, o governo sobre o condado da Cerdanha a seu irmão Sancho de Aragão.
Desde 1166, graças ao trabalho diplomático e bélico do conselho de regência de Afonso II, que combateu as aspirações dos condes de Toulouse, o rei aragonês foi reconhecido pelos senhores de Millars e de Rodez como senhor e conde da Provença (título que alterna nos documentos com duque e marquês). Submeteram-se, assim mesmo, ao rei o visconde de Nimes e o visconde de Beziers.
Afonso II atingiu a maioridade ao completar dezesseis anos, em 1173. No mesmo ano, confiou a seu irmão Pedro o condado da Provença, o qual governou com o nome de Raimundo Berengário sob as ordens do irmão. Três anos depois, participou com seu irmão da conquista de Nice.
Foi assassinado com pouco mais de 20 anos durante a guerra entre Aragão e Toulouse.